# Застава Јапана
Застава Јапана или Нишоки (јап. 日章旗, сунчана застава) или Хиномару (јап. 日の丸,сунчана плоча) је беле подлоге на којој се налази црвени круг који представља излазеће Сунце.

### Законодавство
- „国旗及び国歌に関する法律 (法律第百二十七号)” [Law Regarding the National Flag and National Anthem, Act No. 127] (на језику: (језик: јапански)). Влада Јапана. 13. 8. 1999. Архивирано из оригинала 21. 05. 2010. г. Приступљено 6. 2. 2010.